# Stilobezzia donskoffi
Stilobezzia donskoffi är en tvåvingeart som beskrevs av Clastrier 1988. Stilobezzia donskoffi ingår i släktet Stilobezzia och familjen svidknott.
Artens utbredningsområde är Kongo. Inga underarter finns listade i Catalogue of Life.